# Dysdera solers
Dysdera solers là một loài nhện trong họ Dysderidae.
Loài này thuộc chi Dysdera. Dysdera solers được Charles Athanase Walckenaer miêu tả năm 1837.